# Liste du patrimoine immobilier classé de Liège/A-H
Cette page regroupe une partie (A-H) du patrimoine immobilier classé de la ville belge de Liège.
| Objet | Année de construction / Architecte | Adresse                                                        | Section communale                   | Coordonnées                      | Numéro d’inventaire | Illustration                                     |
| --- | ---------------------------------- | -------------------------------------------------------------- | ----------------------------------- | -------------------------------- | ------------------- | ------------------------------------------------ |
| Abbaye de la Paix Notre-Dame - Le buffet et l'orgue Le Picard | 1627 Aldegonde Desmoulins          | Boulevard d'Avroy, no 52                                       | Avroy                               | 50° 38′ 17″ nord, 5° 34′ 02″ est | 62063-PEX-0019-02   | Abbaye de la Paix Notre-Dame                     |
| Abbaye de la Paix Notre-Dame - Église et sacristies y compris le mobilier immeuble par destination; Façades et toitures de l'aile longeant le boulevard d'Avroy; chœur des Dames y compris l'orgue Le Picard et le mobilier immeuble par destination; mur de clôture (M) et ensemble formé par l'église, le couvent des Bénédictines et les terrains y attenant (S) | 1627 Aldegonde Desmoulins          | Boulevard d'Avroy, no 52                                       | Avroy                               | 50° 38′ 17″ nord, 5° 34′ 02″ est | 62063-CLT-0103-01   | Abbaye de la Paix Notre-Dame                     |
| Académie Grétry - ancienne maternité de l'hôpital de Bavière - Ensemble constituant l'Académie Grétry - ancienne maternité de l'hôpital de Bavière - sis boulevard de la Constitution, 81 comprenant les Façades et toitures d'une partie des bâtiments ; les verrières de style Art nouveau ; les sols en mosaïque de l'aile à Rue et la cave aux clapiers destinés à l'élevage des lapines (M) | 1905                               | Boulevard de la Constitution, no 81                            | Outremeuse                          | 50° 38′ 40″ nord, 5° 35′ 22″ est | 62063-CLT-0424-01   | Académie Grétry                                  |
| Académie royale liégeoise de billard - Les façades et toitures, les structures portantes, le plan conforme à la conception d'origine, la cage d'escalier jusqu'au premier étage et la grande salle de billard du premier étage avec son décor intérieur (menuiseries, stucs, parquet) et son mobilier immobilier par destination (tables de billard et de bridge, rateliers) |                                    | Boulevard de la Sauvenière, no 25                              | Quartier latin                      | 50° 38′ 39″ nord, 5° 34′ 07″ est | 62063-CLT-0613-01   | Image manquanteTéléverser                        |
| Ancien refuge de l'abbaye d'Aulne - Partie ancienne traversée par le porche d'entrée |                                    | Place Saint-Paul, no 2                                         | Quartier latin                      | 50° 38′ 24″ nord, 5° 34′ 15″ est | 62063-CLT-0043-01   | Refuge de l'abbaye d'Aulne                       |
| Ancien refuge du Val Benoît - Façades et toitures de l'ancien refuge du Val Benoît |                                    | Rue du Pot d'Or, no 43                                         | Quartier latin                      | 50° 38′ 28″ nord, 5° 34′ 09″ est | 62063-CLT-0061-01   | Refuge du Val Benoît                             |
| Ancien relais de poste (initialement sis rue Saint-Jean-Baptiste, no 11) |                                    | Impasse des Ursulines, no 11                                   | Hors-Château                        | 50° 38′ 46″ nord, 5° 34′ 49″ est | 62063-CLT-0116-01   | Ancien relais de poste                           |
| Ancienne brasserie des Capucins du XVIIIe siècle et le vide bouteille du couvent des Frères Cellites |                                    | Montagne Sainte-Walburge, no 4                                 | Sainte-Walburge                     | 50° 38′ 52″ nord, 5° 34′ 14″ est | 62063-CLT-0384-01   | Couvent des Cellites en Volière                  |
| Anciennes Halles aux Viandes | 1546                               | Rue de la Halle no 1                                           | Hors-Château                        | 50° 38′ 43″ nord, 5° 34′ 42″ est | 62063-CLT-0035-01   | Anciennes Halles aux Viandes                     |
| Annexe du no 58 de la rue du Palais - La façade arrière et la construction haute accolée en colombage et brique sous appentis (XIXe siècle), les quatre travées de droite en façade et la toiture de l'annexe basse et perpendiculaire (XVIIIe siècle) du no 58 de la rue du Palais |                                    | Rue du Palais, no 58                                           | Pierreuse                           | 50° 38′ 48″ nord, 5° 34′ 27″ est | 62063-CLT-0296-01   | Annexe du numéro 58                              |
| Annexe du no 62 de la rue du Palais - La façade, la toiture et la cage d'escalier (XVIIIe siècle) de l'annexe haute et perpendiculaire en colombage (XIXe siècle), à l'exception de la partie droite du no 62 de la rue du Palais |                                    | Rue du Palais, no 62                                           | Pierreuse                           | 50° 38′ 48″ nord, 5° 34′ 27″ est | 62063-CLT-0529-01   | Annexe du numéro 62                              |
| Annexe du no 64 de la rue du Palais - La façade arrière (XVIIe siècle), la façade, la toiture et la cage d'escalier (XVIIIe siècle) de l'annexe perpendiculaire en colombage et briques (XVIIIe siècle) du no 64 de la rue du Palais |                                    | Rue du Palais, no 64                                           | Pierreuse                           | 50° 38′ 48″ nord, 5° 34′ 27″ est | 62063-CLT-0530-01   | Annexe du numéro 64                              |
| Arbres - Allées d'arbres bordant l'Ourthe situées quai des Ardennes y compris sur la partie anciennement dénommée quai des Grosses Battes et le long des quais dits du Condroz et des Vennes |                                    | Quai des Ardennes, quai du Condroz et quai des Vennes          | Vennes/Angleur                      | 50° 36′ 55″ nord, 5° 36′ 03″ est | 62063-CLT-0089-01   | Arbres                                           |
| Arbres remarquables dans l’ilot compris entre le boulevard de la Sauvenière et place Xavier Neujean |                                    | Boulevard de la Sauvenière et la place Xavier Neujean          | Quartier latin                      | 50° 38′ 35″ nord, 5° 33′ 59″ est | 62063-CLT-0152-01   | Arbres remarquables                              |
| Arbres remarquables situés dans la cour de l'Institut des Sourds-Muets, rue Monulphe - On relève la présence: a) d'un platane, b) d'un érable, c) d'un érable, d) d'un tilleul, e) d'un frêne, f) d'un hêtre, g) d'un platane, h) d'un hêtre, i) d'un frêne, j) d'un érable, k) d'un tilleul, l) d'un tilleul, m) d'un hêtre. |                                    | Rue Monulphe                                                   | Saint-Gilles                        | 50° 38′ 26″ nord, 5° 33′ 33″ est | 62063-CLT-0253-01   | Image manquanteTéléverser                        |
| Arbres situés dans l'îlot compris entre les rues César Franck, Wazon et Monulphe, à l'exception de deux cerisiers, sur les parcelles 4 z 2 et 6 i 3 numérotés 5 et 24 et deux noisetiers sur la parcelle 4 z 2, numérotés 6 et 7. |                                    | Rues César Franck, Wazon et Monulphe                           | Saint-Gilles                        | 50° 38′ 23″ nord, 5° 33′ 36″ est | 62063-CLT-0303-01   | Image manquanteTéléverser                        |
| Arvô s'ouvrant dans la façade de l'immeuble et conduisant dans l'impasse des Drapiers |                                    | Rue Hors-Château, no 62                                        | Hors-Château                        | 50° 38′ 50″ nord, 5° 34′ 46″ est | 62063-CLT-0184-01   | Arvô                                             |
| Arvô de la Chartreuse |                                    | Thier de la Chartreuse                                         | Amercœur                            | 50° 38′ 01″ nord, 5° 35′ 40″ est | 62063-CLT-0337-01   | Arvô                                             |
| Athénée Léonie de Waha | 1937 Jean Moutschen                | Boulevard d'Avroy, no 96                                       | Avroy                               | 50° 38′ 10″ nord, 5° 34′ 03″ est | 62063-CLT-0317-01   | Athénée Léonie de Waha                           |
| Athénée Léonie de Waha | 1937 Jean Moutschen                | Boulevard d'Avroy, no 96                                       | Avroy                               | 50° 38′ 10″ nord, 5° 34′ 03″ est | 62063-PEX-0024-02   | Athénée Léonie de Waha                           |
| Au Péri - Extension de classement du site urbain du Péri aux terrains compris entre au Péri et la rue Pierreuse, jusqu'au boulevard de la Citadelle |                                    |                                                                | Pierreuse                           | 50° 39′ 03″ nord, 5° 34′ 30″ est | 62063-CLT-0213-01   | Au Péri                                          |
| Bains et Thermes de la Sauvenière - Certaines parties des Bains et Thermes de la Sauvenière situés boulevard de la Sauvenière, 33/35 : - les Façades et toitures; - la structure de la voûte de toiture, dans la perspective de la restitution d'un éclairage zénithal du hall des piscines; - la cage d'escalier monumentale, ainsi que ses vestibules; - le grand hall des piscines au 4e étage, comprenant : grand bassin des nageurs, le bassin des scolaires et ses deux escaliers d'accès, les tribunes et les escaliers d'accès vers le solarium; - l'ancien abri anti-aérien en sous-sol | 1938 Georges Dedoyard              | Boulevard de la Sauvenière, no 33/35                           | Quartier latin                      | 50° 38′ 37″ nord, 5° 34′ 05″ est | 62063-CLT-0422-01   | Bains de la Sauvenière                           |
| Basilique Saint-Martin | 1506 Paul de Ryckel                | Mont Saint-Martin, no 66                                       | Saint-Laurent                       | 50° 38′ 40″ nord, 5° 33′ 51″ est | 62063-CLT-0021-01   | Basilique Saint-Martin                           |
| Basilique Saint-Martin - L'ensemble de la basilique Saint-Martin à l'exception de la chapelle d'hiver, de l'orgue de tribune et de l'orgue Le Picard démonté (parties instrumentales et buffets) | 1506 Paul de Ryckel                | Mont Saint-Martin, no 66                                       | Saint-Laurent                       | 50° 38′ 40″ nord, 5° 33′ 51″ est | 62063-PEX-0007-02   | Basilique Saint-Martin                           |
| Bastion des Fusillés dans le site de la caserne de la Chartreuse - L'autel, la croix et le monument du Bastion des Fusillés dans le site de la caserne de la Chartreuse (M) et ensemble formé par la zone A1 du site de la caserne de la Chartreuse (S) |                                    | Fort de la Chartreuse                                          | Grivegnée                           | 50° 38′ 00″ nord, 5° 36′ 07″ est | 62063-CLT-0221-01   | Bastion des Fusillés                             |
| Calvaire, dit Li Vî Bon Dju, encastré dans le mur qui longe la parcelle n°C 439 |                                    | Rue Pierreuse                                                  | Pierreuse                           | 50° 38′ 59″ nord, 5° 34′ 23″ est | 62063-CLT-0259-01   | Image manquanteTéléverser                        |
| Caserne des pompiers - Parties anciennes de la caserne |                                    | Montagne de Bueren, no 2                                       | Hors-Château                        | 50° 38′ 51″ nord, 5° 34′ 42″ est | 62063-CLT-0228-01   | Caserne des pompiers                             |
| Caserne Fonck - Certaines parties |                                    | Rue Ransonnet                                                  | Outremeuse                          | 50° 38′ 40″ nord, 5° 35′ 10″ est | 62063-CLT-0042-01   | Caserne Fonck                                    |
| Cathédrale Saint-Paul | XIIIe siècle                       | Place de la Cathédrale                                         | Quartier latin                      | 50° 38′ 25″ nord, 5° 34′ 18″ est | 62063-CLT-0022-01   | Cathédrale Saint-Paul                            |
| Cathédrale Saint-Paul - L'ensemble de la Cathédrale, y compris le cloître à l'exception de l'orgue de tribune et de l'orgue de transept (parties instrumentales et buffets) | XIIIe siècle                       | Place de la Cathédrale                                         | Quartier latin                      | 50° 38′ 25″ nord, 5° 34′ 18″ est | 62063-PEX-0008-02   | Cathédrale Saint-Paul                            |
| Caves voûtées sises rue Saint-Hubert, 45 |                                    | Rue Saint-Hubert, no 45                                        |                                     | 50° 38′ 42″ nord, 5° 34′ 08″ est | 62063-CLT-0358-01   | Caves                                            |
| Centre Hospitalier Universitaire du Sart-Tilman - Certaines parties du Centre Hospitalier Universitaire du Sart-Tilman, à savoir : - l'espace du grand hall d'accueil ouvert par la grande verrière (le classement est limité à chaque niveau aux parois (comprises) garnies de lambris décorés, en arrière-plan des cloisons vitrées); - les pavillons d'accueil; - l'immobilier par destination; - les circulations verticales; - l'esplanade extérieure qui précède, accompagne et dialogue avec ce grand hall (M). Établissement d'une zone de protection (ZP)                               | 1962 Charles Vandenhove            | Avenue de l'Hôpital, no 1                                      | Sart-Tilman                         | 50° 34′ 21″ nord, 5° 34′ 02″ est | 62063-CLT-0417-01   | Centre Hospitalier Universitaire du Sart-Tilman  |
| Chapelle de l'hôpital Sainte-Agathe - La totalité de la chapelle |                                    | Rue Saint-Laurent                                              | Saint-Laurent                       | 50° 38′ 35″ nord, 5° 33′ 37″ est | 62063-CLT-0381-01   | Chapelle de l'hôpital Sainte-Agathe              |
| Chapelle Saint-Augustin - Totalité de la chapelle Saint-Augustin de l'ancien hôpital de Bavière, y compris le mobilier |                                    | Rue des Bonnes-Villes, no 5                                    | Outremeuse                          | 50° 38′ 36″ nord, 5° 35′ 19″ est | 62063-CLT-0192-01   | Chapelle Saint-Augustin                          |
| Chapelle Saint-Maur | 1673                               | Rue Saint-Maur                                                 | Cointe                              | 50° 37′ 11″ nord, 5° 34′ 00″ est | 62063-CLT-0245-01   | Chapelle Saint-Maur                              |
| Chapelle Saint-Roch en Volière - La chapelle et des parties anciennes du couvent des Frères Célites | 1558                               | Rue Volière                                                    | Pierreuse                           | 50° 38′ 51″ nord, 5° 34′ 17″ est | 62063-CLT-0102-01   | Chapelle Saint-Roch en Volière                   |
| Chapelle Saint-Roch en Volière - Le buffet et l'orgue | 1558                               | Rue Volière                                                    | Pierreuse                           | 50° 38′ 51″ nord, 5° 34′ 17″ est | 62063-PEX-0018-02   | Chapelle Saint-Roch en Volière                   |
| Château de Beaumont - Ensemble formé par le château (M) de Beaumont et ses abords (S) | 1775 Jacques-Barthélemy Renoz      | Rue Côte d'Or, no 293                                          | Sclessin                            | 50° 36′ 45″ nord, 5° 34′ 03″ est | 62063-CLT-0305-01   | Château de Beaumont                              |
| Château de Colonster - Ensemble formé par le château de Colonster et ses abords |                                    | Rue de Colonster, no 45                                        | Sart-Tilman                         | 50° 34′ 37″ nord, 5° 35′ 26″ est | 62063-CLT-0286-01   | Château de Colonster                             |
| Château de Colonster - Maçonneries extérieures, toitures, combles, locaux intérieurs, deux tours sud-ouest et nord-ouest, barrière en fer forgé du XVIIIe siècle et piliers de l'aile des communs, salon de Léda, bibliothèque et salon vert |                                    | Rue de Colonster, no 45                                        | Sart-Tilman                         | 50° 34′ 45″ nord, 5° 35′ 46″ est | 62063-CLT-0280-01   | Château de Colonster                             |
| Château de Fayenbois | 1625                               |                                                                | Jupille-sur-Meuse (Bois-de-Breux)   | 50° 37′ 52″ nord, 5° 38′ 30″ est | 62063-CLT-0288-01   | Château de Fayenbois                             |
| Château de Peralta - Site formé par le château et le parc de Kinkempois | XIVe siècle                        | Rue de l'Hôtel de Ville                                        | Angleur                             | 50° 36′ 46″ nord, 5° 35′ 06″ est | 62063-CLT-0225-01   | Château de Peralta                               |
| Château Nagelmackers - Façades et toitures | 1720                               | Rue Vaudrée, no 49                                             | Angleur                             | 50° 36′ 44″ nord, 5° 35′ 49″ est | 62063-CLT-0412-01   | Château Nagelmackers                             |
| Cimetière de Robermont | 1805                               | Rue de Robermont                                               | Jupille                             | 50° 38′ 01″ nord, 5° 36′ 19″ est | 62063-CLT-0346-01   | Cimetière de Robermont                           |
| Cinq cèdres de l'Atlas |                                    | Chemin des Cèdres et avenue de Gerlache                        | Cointe                              | 50° 36′ 54″ nord, 5° 34′ 16″ est | 62063-CLT-0229-01   | Image manquanteTéléverser                        |
| Cirque d'hiver, ancien manège - Couverture et charpente |                                    | Rue Sur-la-Fontaine, no 1                                      | Saint-Gilles                        | 50° 38′ 32″ nord, 5° 33′ 53″ est | 62063-CLT-0151-01   | Cirque d'hiver                                   |
| Citadelle de Liège - Casemates et puits de la Citadelle de Liège |                                    |                                                                | Sainte-Walburge                     | 50° 39′ 03″ nord, 5° 34′ 40″ est | 62063-CLT-0247-01   | Image manquanteTéléverser                        |
| Citadelle de Liège - Vestiges des courtines et bastions |                                    |                                                                | Sainte-Walburge                     | 50° 39′ 03″ nord, 5° 34′ 38″ est | 62063-CLT-0251-01   | Citadelle de Liège                               |
| Collégiale Saint-Barthélemy |                                    | Rue Saint-Barthélemy                                           | Hors-Château                        | 50° 38′ 53″ nord, 5° 34′ 58″ est | 62063-CLT-0018-01   | Collégiale Saint-Barthélemy                      |
| Collégiale Saint-Barthélemy - L'ensemble de la collégiale Saint-Barthélemy à l'exception de l'aile du cloître et de l'orgue (partie instrumentale et buffet) |                                    | Rue Saint-Barthélemy                                           | Hors-Château                        | 50° 38′ 53″ nord, 5° 34′ 58″ est | 62063-PEX-0006-02   | Collégiale Saint-Barthélemy                      |
| Collégiale Saint-Denis | 1011                               | Place Saint-Denis                                              | Centre                              | 50° 38′ 35″ nord, 5° 34′ 28″ est | 62063-CLT-0003-01   | Collégiale Saint-Denis                           |
| Collégiale Saint-Denis - L'ensemble et le buffet d'orgue de la collégiale à l'exclusion de la mécanique de l'orgue | 1011                               | Place Saint-Denis                                              | Centre                              | 50° 38′ 35″ nord, 5° 34′ 28″ est | 62063-PEX-0001-02   | Collégiale Saint-Denis                           |
| Collégiale Saint-Jean-en-l'isle | 980 (reconstruction en 1754)       | Place Xavier Neujean                                           | Quartier latin                      | 50° 38′ 35″ nord, 5° 34′ 02″ est | 62063-CLT-0005-01   | Collégiale Saint-Jean-en-l'isle                  |
| Collégiale Saint-Jean-en-l'isle - Ensemble de la collégiale à l'exclusion de l'orgue | 980 (reconstruction en 1754)       | Place Xavier Neujean                                           | Quartier latin                      | 50° 38′ 35″ nord, 5° 34′ 02″ est | 62063-PEX-0002-02   | Collégiale Saint-Jean-en-l'isle                  |
| Collégiale Saint-Jean-en-l'isle - La totalité du cloître de l'église Saint-Jean l'Evangéliste sis place Xavier Neujean, 3 à Liège constitué par ses galeries et leurs étages en façade, leurs toitures et la cour intérieure (à l'exception de la fontaine monumentale) ainsi que les deux salles situées dans les bâtiments annexes dans l'angle sud, dont une cave et les parties extérieures arrières de l'époque gothique (M). Établissement d'une zone de protection aux alentours de l'église classée et son cloître (ZP).                                                                 | 980 (reconstruction en 1754)       | Place Xavier Neujean                                           | Quartier latin                      | 50° 38′ 35″ nord, 5° 34′ 02″ est | 62063-CLT-0604-01   | Collégiale Saint-Jean-en-l'isle                  |
| Collégiale Sainte-Croix |                                    | Rue Sainte-Croix                                               |                                     | 50° 38′ 43″ nord, 5° 34′ 12″ est | 62063-CLT-0006-01   | Collégiale Sainte-Croix                          |
| Collégiale Sainte-Croix - L'ensemble de la collégiale Sainte-Croix à l'exception de la partie instrumentale de l'orgue |                                    | Rue Sainte-Croix                                               |                                     | 50° 38′ 43″ nord, 5° 34′ 12″ est | 62063-PEX-0003-02   | Collégiale Sainte-Croix                          |
| Commanderie de l'ordre Teutonique de Saint-André de Liège, dite des Vieux Joncs |                                    |                                                                | Pierreuse                           | 50° 38′ 49″ nord, 5° 34′ 26″ est | 62063-CLT-0020-01   | Commanderie de l'ordre Teutonique de Saint-André |
| Conservatoire royal de Liège |                                    | Boulevard Piercot, nos 25-29                                   | Les Terrasses                       | 50° 38′ 07″ nord, 5° 34′ 14″ est | 62063-CLT-0123-01   | Conservatoire royal de Liège                     |
| Coteaux de la Citadelle |                                    |                                                                | Hors-Château/Pierreuse              | 50° 39′ 13″ nord, 5° 35′ 08″ est | 62063-CLT-0013-01   | Coteaux de la Citadelle                          |
| Coupe de Lœss |                                    |                                                                | Rocourt                             | 50° 40′ 05″ nord, 5° 33′ 43″ est | 62063-CLT-0364-01   | Image manquanteTéléverser                        |
| Cour des Mineurs - Façades |                                    | Rue Moray                                                      | Hors-Château                        | 50° 38′ 50″ nord, 5° 34′ 34″ est | 62063-CLT-0110-01   | Cour des Mineurs                                 |
| Couvent de Beauregard - Façades et toitures du bâtiment du XVIIe siècle, mur extérieur de la galerie du cloître et dalle funéraire |                                    | Rue Saint-Gilles, no 171                                       | Saint-Gilles                        | 50° 38′ 14″ nord, 5° 33′ 44″ est | 62063-CLT-0156-01   | Couvent de Beauregard                            |
| Couvent de l'hôpital Sainte-Agathe - Façades et toitures d'une partie du couvent | 1634                               | Rue Saint-Laurent                                              | Saint-Laurent                       | 50° 38′ 36″ nord, 5° 33′ 37″ est | 62063-CLT-0382-01   | Couvent de l'hôpital Sainte-Agathe               |
| Couvent des Carmélites de Cornillon - Parties anciennes de l'église du couvent des Carmélites de Cornillon, à savoir : abside hémi-circulaire, deux travées du chœur, tour et chapelle |                                    | Rue de Robermont, no 2                                         | Jupille                             | 50° 38′ 07″ nord, 5° 35′ 33″ est | 62063-CLT-0348-01   | Image manquanteTéléverser                        |
| Couvent des Récollets - Façades extérieures, toitures, cours intérieures, couloir intérieur de l'aile Est, avec cage d'escalier et porte au linteau en bâtière, rampe d'escalier à l'étage | XVe siècle                         | Rue Georges Simenon, nos 4 à 11                                | Outremeuse                          | 50° 38′ 29″ nord, 5° 35′ 05″ est | 62063-CLT-0137-01   | Couvent des Récollets                            |
| Domaine de Fayembois - Ensemble formé par le domaine et les terrains environnants |                                    |                                                                | Grivegnée (Bois-de-Breux)           | 50° 37′ 56″ nord, 5° 38′ 03″ est | 62063-CLT-0291-01   | Image manquanteTéléverser                        |
| Église Saint-André | 1765                               | Place du Marché                                                | Centre                              | 50° 38′ 46″ nord, 5° 34′ 33″ est | 62063-CLT-0017-01   | Église Saint-André                               |
| Église Saint-Antoine |                                    | Rue Moray, no 2                                                | Hors-Château                        | 50° 38′ 48″ nord, 5° 34′ 36″ est | 62063-CLT-0004-01   | Église Saint-Antoine                             |
| Église Saint-Antoine et Sainte-Catherine - L'orgue Clerinx, le jubé et la tribune |                                    | En Neuvice, no 54                                              | Centre                              | 50° 38′ 41″ nord, 5° 34′ 38″ est | 62063-CLT-0338-01   | Église Sainte-Catherine                          |
| Église Saint-Christophe |                                    | Place Saint-Christophe                                         | Saint-Gilles                        | 50° 38′ 24″ nord, 5° 34′ 00″ est | 62063-CLT-0008-01   | Église Saint-Christophe                          |
| Église Saint-Gérard |                                    | Rue Hors-Château, no 25-27                                     | Hors-Château                        | 50° 38′ 51″ nord, 5° 34′ 45″ est | 62063-CLT-0409-01   | Église des Rédemptoristes                        |
| Église Saint-Gilles - Chœur, sacristies, tour, avant-cour et chapelles latérales |                                    | Cour Saint-Gilles                                              | Saint-Gilles                        | 50° 37′ 53″ nord, 5° 32′ 51″ est | 62063-CLT-0019-01   | Église Saint-Gilles                              |
| Église Saint-Jacques-le-Mineur | 1538                               | Place Saint-Jacques                                            | Quartier latin                      | 50° 38′ 13″ nord, 5° 34′ 13″ est | 62063-CLT-0032-01   | Église Saint-Jacques-le-Mineur                   |
| Église Saint-Jacques-le-Mineur | 1538                               | Place Saint-Jacques                                            | Quartier latin                      | 50° 38′ 13″ nord, 5° 34′ 13″ est | 62063-PEX-0011-03   | Église Saint-Jacques-le-Mineur                   |
| Église Saint-Nicolas | 1710                               | Rue Fosse-aux-Raines                                           | Outremeuse                          | 50° 38′ 29″ nord, 5° 35′ 04″ est | 62063-CLT-0001-01   | Église Saint-Nicolas                             |
| Église Saint-Pierre de Chênée |                                    | Rue de l'Église                                                | Chênée                              | 50° 36′ 40″ nord, 5° 37′ 10″ est | 62063-CLT-0357-01   | Église Saint-Pierre                              |
| Église Saint-Pierre de Chênée - Ensemble formé par le presbytère, l'église et les terrains environnants à Chênée |                                    | Rue de l'Église                                                | Chênée                              | 50° 36′ 39″ nord, 5° 37′ 11″ est | 62063-CLT-0361-01   | Église Saint-Pierre                              |
| Église Saint-Pierre de Chênée - Le presbytère |                                    | Rue de l'Église                                                | Chênée                              | 50° 36′ 39″ nord, 5° 37′ 09″ est | 62063-CLT-0365-01   | Église Saint-Pierre                              |
| Église Saint-Pierre de Chênée - Zone de protection autour de l'église Saint-Pierre à Chênée |                                    | Rue de l'Église                                                | Chênée                              | 50° 36′ 41″ nord, 5° 37′ 11″ est | 62063-CLT-0363-01   | Église Saint-Pierre                              |
| Église du Saint-Sacrement |                                    | Boulevard d'Avroy, no 132                                      | Avroy                               | 50° 38′ 07″ nord, 5° 34′ 02″ est | 62063-CLT-0194-01   | Église du Saint-Sacrement                        |
| Église du Séminaire, anciennement des Prémontrés |                                    | Rue des Prémontrés                                             | Quartier latin                      | 50° 38′ 14″ nord, 5° 34′ 26″ est | 62063-CLT-0351-01   | Église du Séminaire                              |
| Église Saint-Servais |                                    | Rue Fond Saint-Servais                                         | Pierreuse                           | 50° 38′ 49″ nord, 5° 34′ 15″ est | 62063-CLT-0391-01   | Église Saint-Servais                             |
| Église Notre-Dame à la Xhavée |                                    | Rue de la Xhavée                                               | Wandre                              | 50° 39′ 42″ nord, 5° 39′ 50″ est | 62063-CLT-0292-01   | Église Notre-Dame à la Xhavée                    |
| Émulation - Façade à rue et toiture, promenoir du rez-de-chaussée, la cage d'escalier et la salle de spectacle de la Société Libre d’Émulation, sise place du XX août, 16 (M) et établissement d'une zone de protection, englobant la place du XX août et les Façades des immeubles qui la bordent (ZP) | 1939 Julien Koenig                 | Place du XX août, no 16                                        | Quartier latin                      | 50° 38′ 26″ nord, 5° 34′ 29″ est | 62063-CLT-0350-01   | L'Émulation                                      |
| Ensemble urbain de Naimette, Hocheporte et Xhovémont |                                    |                                                                | Sainte-Walburge(Naimette-Xhovémont) | 50° 38′ 58″ nord, 5° 33′ 42″ est | 62063-CLT-0268-01   | Image manquanteTéléverser                        |
| Ferme conventuelle des Chartreux - Façades et toitures |                                    | Thier de la Chartreuse, nos 45-47                              | Amercœur                            | 50° 38′ 02″ nord, 5° 35′ 39″ est | 62063-CLT-0281-01   | Image manquanteTéléverser                        |
| Ferme de la Vache - Façades, toitures, cloître |                                    | Rue Pierreuse, nos 113-115                                     | Pierreuse                           | 50° 38′ 57″ nord, 5° 34′ 22″ est | 62063-CLT-0276-01   | Ferme de la Vache                                |
| Ferme Fabry - Ensemble formé par la ferme Fabry et ses abords |                                    | Rue des Glacis                                                 | Sainte-Walburge                     | 50° 39′ 18″ nord, 5° 35′ 11″ est | 62063-CLT-0218-01   | Image manquanteTéléverser                        |
| Fontaine monumentale de la Vierge | 1696 Jean Del Cour                 | Vinâve d'Île                                                   | Quartier latin                      | 50° 38′ 29″ nord, 5° 34′ 17″ est | 62063-CLT-0054-01   | Fontaine de la Vierge                            |
| Fontaine monumentale du Perron |                                    | Place du Marché                                                | Centre                              | 50° 38′ 44″ nord, 5° 34′ 32″ est | 62063-CLT-0026-01   | Fontaine du Perron                               |
| Fontaine monumentale Saint-Jean-Baptiste | 1663                               | Rue Hors-Château                                               | Hors-Château                        | 50° 38′ 49″ nord, 5° 34′ 41″ est | 62063-CLT-0031-01   | Fontaine Saint-Jean-Baptiste                     |
| Fontaine monumentale, dite de la Tradition | 1719                               | Place du Marché                                                | Centre                              | 50° 38′ 45″ nord, 5° 34′ 35″ est | 62063-CLT-0024-01   | Fontaine de la Tradition                         |
| Fonts baptismaux de l'église Sainte-Walburge |                                    | Rue Sainte-Walburge, no 168                                    | Sainte-Walburge                     | 50° 39′ 27″ nord, 5° 34′ 08″ est | 62063-CLT-0126-01   | Image manquanteTéléverser                        |
| Fort de la Chartreuse - Le site de la Chartreuse (dont une partie du site a déjà été classée par arrêté du 13 janvier 1989) et le parc des Oblats |                                    | Fort de la Chartreuse                                          | Grivegnée                           | 50° 38′ 05″ nord, 5° 36′ 10″ est | 62063-CLT-0224-01   | Fort de la Chartreuse                            |
| Le Forum | 1922                               | Rue Pont d'Avroy, no 14                                        | Quartier latin (Carré)              | 50° 38′ 28″ nord, 5° 34′ 12″ est | 62063-PEX-0015-02   | Le Forum                                         |
| Le Forum - Extension | 1922                               | Rue Pont d'Avroy, no 14                                        | Quartier latin (Carré)              | 50° 38′ 28″ nord, 5° 34′ 13″ est | 62063-PEX-0017-02   | Le Forum                                         |
| Le Forum - La salle et le péristyle | 1922                               | Rue Pont d'Avroy, no 14                                        | Quartier latin (Carré)              | 50° 38′ 28″ nord, 5° 34′ 12″ est | 62063-CLT-0099-01   | Le Forum                                         |
| Le Forum - Le classement comme monument de la salle et du péristyle du Forum est étendu à la façade de ce bâtiment sise rue du Mouton blanc et à la cage d'escalier latérale | 1922                               | Rue Pont d'Avroy, no 14                                        | Quartier latin (Carré)              | 50° 38′ 28″ nord, 5° 34′ 13″ est | 62063-CLT-0101-01   | Le Forum                                         |
| Frêne |                                    | Rue du Vieux Chêne                                             | Sart Tilman                         | 50° 34′ 00″ nord, 5° 33′ 06″ est | 62063-CLT-0410-01   | Image manquanteTéléverser                        |
| Galeries St-Lambert - Façade avant |                                    | Place Saint-Lambert, nos 23-25                                 | Centre                              | 50° 38′ 40″ nord, 5° 34′ 24″ est | 62063-CLT-0311-01   | Galeries St-Lambert                              |
| Hêtre pourpre |                                    | Rue des Rivageois, no 6                                        | Guillemins                          | 50° 37′ 26″ nord, 5° 34′ 27″ est | 62063-CLT-0369-01   | Image manquanteTéléverser                        |
| Hêtre pourpre et tilleul |                                    | Rue Louvrex et rue des Augustins                               | Saint-Gilles                        | 50° 38′ 11″ nord, 5° 33′ 50″ est | 62063-CLT-0231-01   | Image manquanteTéléverser                        |
| Hospice des Filles repenties ou des Orphelins ou encore des Incurables occupé aujourd'hui par le Conseil économique et social de Wallonie |                                    | Rue du Vertbois, no 13                                         | Quartier latin                      | 50° 38′ 17″ nord, 5° 34′ 21″ est | 62063-CLT-0030-01   | Hospice des Incurables et des filles repenties   |
| Hospice, dit Balloir Sainte-Barbe - Façades et toitures |                                    | Place Sainte-Barbe, no 11                                      | Outremeuse                          | 50° 38′ 43″ nord, 5° 35′ 07″ est | 62063-CLT-0306-01   | Hospice Sainte-Barbe                             |
| Hospice, dit Balloir Sainte-Barbe - Les parties non encore classées par arrêté du 19 avril 1989, à savoir les façades et toitures vues de l'intérieur et de l'extérieur, l'enclos de l'ensemble sis place et quai Sainte-Barbe, rue Gravioule et rue Adolphe Maréchal, ainsi que la voûte en berceau surbaissé peinte par Jean-Pierre Pincemin. |                                    | Place Sainte-Barbe, no 11                                      | Outremeuse                          | 50° 38′ 43″ nord, 5° 35′ 07″ est | 62063-CLT-0428-01   | Hospice Sainte-Barbe                             |
| Hôtel - Façade, toiture, escalier intérieur en bois, mur de clôture et portail (ancien hôtel de Lonneux de Huy) | 1723                               | Rue Basse-Sauvenière, no 47, Boulevard de la Sauvenière, no 42 |                                     | 50° 38′ 40″ nord, 5° 34′ 04″ est | 62063-CLT-0243-01   | Hôtel                                            |
| Hôtel d'Ansembourg | 1738 Johann Joseph Couven          | Féronstrée, no 114                                             | Hors-Château                        | 50° 38′ 49″ nord, 5° 34′ 56″ est | 62063-CLT-0413-01   | Hôtel d'Ansembourg                               |
| Hôtel d'Ansembourg | 1738 Johann Joseph Couven          | Féronstrée, no 114                                             | Hors-Château                        | 50° 38′ 49″ nord, 5° 34′ 56″ est | 62063-PEX-0028-02   | Hôtel d'Ansembourg                               |
| Hôtel de Bocholtz | 1563                               | Place Saint-Michel, nos 8-10a                                  | Centre                              | 50° 38′ 43″ nord, 5° 34′ 14″ est | 62063-CLT-0107-01   | Hôtel de Bocholtz                                |
| Hôtel Brahy - Façade et toiture |                                    | Féronstrée, no 132                                             | Hors-Château                        | 50° 38′ 50″ nord, 5° 35′ 01″ est | 62063-CLT-0349-01   | Hôtel Brahy                                      |
| Hôtel de Clercx d'Aigremont - Façades, toitures, cage d'escalier, entièreté du volume intérieur ainsi que les caves |                                    | Rue Saint-Paul nos 27-29-31                                    | Quartier latin                      | 50° 38′ 24″ nord, 5° 34′ 24″ est | 62063-CLT-0277-01   | Hôtel Clercx                                     |
| Hôtel des Comtes de Méan | XVe siècle                         | Mont Saint-Martin, no 11                                       | Saint-Laurent                       | 50° 38′ 42″ nord, 5° 34′ 04″ est | 62063-CLT-0009-01   | Hôtel des Comtes de Méan                         |
| Hôtel de Copis |                                    | Rue Saint-Étienne, no 3                                        | Centre                              | 50° 38′ 37″ nord, 5° 34′ 28″ est | 62063-CLT-0149-01   | Hôtel de Copis                                   |
| Hôtel de Crassier |                                    | Rue des Célestines, no 14                                      | Quartier latin                      | 50° 38′ 29″ nord, 5° 34′ 06″ est | 62063-CLT-0057-01   | Hôtel de Crassiers                               |
| Hôtel de Donceel - Bâtiment principal (Façades à rue et arrière, mur-pignon en colombage et toiture); porche d'entrée; façade avant et toiture de la conciergerie et fontaine adossée; parties intérieures: grand salon sis en façade et petit salon contigu, cheminée de marbre de style Régence dans la pièce donnant sur le jardin, départ d'escalier (rez-de-chaussée) et bureau à l'étage |                                    | Mont Saint-Martin, no 54                                       | Saint-Laurent                       | 50° 38′ 41″ nord, 5° 33′ 56″ est | 62063-CLT-0164-01   | Hôtel de maître                                  |
| Hôtel Desoër de Solières | 1561                               | Rue Haute-Sauvenière nos 12-14                                 |                                     | 50° 38′ 42″ nord, 5° 34′ 13″ est | 62063-CLT-0092-01   | Hôtel Desoër-Solières                            |
| Hôtel de Grady - Certaines parties |                                    | Rue Saint-Pierre, no 13                                        |                                     | 50° 38′ 44″ nord, 5° 34′ 16″ est | 62063-CLT-0146-01   | Hôtel de Grady                                   |
| Hôtel de Grady - Façades et toitures du bâtiment principal et des annexes |                                    | Rue Saint-Pierre, no 13                                        |                                     | 50° 38′ 45″ nord, 5° 34′ 16″ est | 62063-CLT-0145-01   | Hôtel de Grady                                   |
| Hôtel de Hayme de Bomal - Les Façades et toitures de l'Hôtel de Hayme de Bomal, la fontaine et l'espace de la cour intérieure, la cage d'escalier et les deux paliers du premier et du deuxième étage ainsi que les cinq salons de l'appartement de parade | XVIIIe siècle Barthélemy Digneffe  | Féronstrée, no 122 et quai de Maestricht, no 8                 | Hors-Château                        | 50° 38′ 49″ nord, 5° 34′ 59″ est | 62063-PEX-0014-02   | Hôtel de Hayme de Bomal                          |
| Hôtel des Postes - Façades et toitures de l'hôtel sis rue de la Régence, 61 à Liège (M) et établissement d'une zone de protection (ZP) | 1905 Edmond Jamar                  | Rue de la Régence, no 61                                       | Quartier latin                      | 50° 38′ 32″ nord, 5° 34′ 34″ est | 62063-CLT-0181-01   | Hôtel des Postes                                 |
| Hôtel de Sélys-Longchamps - Certains éléments intérieurs de l'hôtel de Sélys-Longchamps : décor chinois, stuc, staff et ébénisterie | XVe siècle                         | Mont Saint-Martin, no 9                                        | Saint-Laurent                       | 50° 38′ 42″ nord, 5° 34′ 04″ est | 62063-PEX-0004-02   | Hôtel de Sélys-Longchamps                        |
| Hôtel de Grady (appelé également hôtel Sklins ou hôtel Spirlet) | 1765                               | Rue Hors-Château, no 5                                         | Hors-Château                        | 50° 38′ 49″ nord, 5° 34′ 39″ est | 62063-CLT-0025-01   | Hôtel Sklins                                     |
| Hôtel Somzé | XVIIIe siècle                      | Féronstrée nos 94-96                                           | Hors-Château                        | 50° 38′ 49″ nord, 5° 34′ 52″ est | 62063-CLT-0069-01   | Hôtel Somzé                                      |
| Hôtel de Stockhem - Façade | 1700                               | Rue Hors-Château, no 13                                        | Hors-Château                        | 50° 38′ 50″ nord, 5° 34′ 41″ est | 62063-CLT-0535-01   | Hôtel de Stockhem de Heers                       |
| Hôtel Torrentius | XVIe siècle Lambert Lombard        | Rue Saint-Pierre, no 15 bis                                    |                                     | 50° 38′ 44″ nord, 5° 34′ 15″ est | 62063-CLT-0087-01   | Hôtel Torrentius                                 |
| Hôtel Torrentius | XVIe siècle Lambert Lombard        | Rue Saint-Pierre, no 15 bis                                    |                                     | 50° 38′ 44″ nord, 5° 34′ 15″ est | 62063-PEX-0013-02   | Hôtel Torrentius                                 |
| Hôtel van den Steen - Parties subsistantes de l'ancien hôtel van den Steen | XVIe siècle                        | Mont Saint-Martin, nos 37-39                                   | Saint-Laurent                       | 50° 38′ 40″ nord, 5° 33′ 58″ est | 62063-CLT-0210-01   | Hôtel van den Steen                              |
| Hôtel Verlaine - Façade et toiture | 1910 Maurice Devignée              | Rue Grandgagnage, no 12                                        | Saint-Gilles                        | 50° 38′ 19″ nord, 5° 33′ 44″ est | 62063-CLT-0302-01   | Hôtel Verlaine                                   |
| Hôtel de Ville - Façades |                                    | Place du Marché, no 2                                          | Centre                              | 50° 38′ 43″ nord, 5° 34′ 31″ est | 62063-CLT-0029-01   | Hôtel de Ville                                   |